# Penta Investments

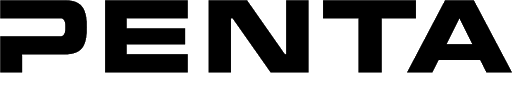
Logo

Die mitteleuropäische Private-Equity-Gesellschaft Penta Investments wurde 1994 gegründet. Die Penta Investments s.r.o. hat ihren Sitz in Prag. In die öffentliche Berichterstattung kam Penta 2011/2012 in Zusammenhang mit der Gorilla-Affäre.

## Geschichte
Im Frühjahr 2012 galt Penta als der einzig ernstzunehmende Interessent an der insolventen Handelskette Schlecker. Zu einer Übernahme kam es jedoch nicht. Über 60 Mitarbeiter der slowakischen Zeitung SME haben 2014 gekündigt, da ihr Verlag zur Hälfte von der milliardenschweren Penta-Gruppe übernommen wurde. Die Journalisten werfen Penta Korruption vor. Sie befürchten eine Einschränkung der Medienvielfalt.
Im Geschäftsjahr 2015 erzielte Penta einen konsolidierten Nettogewinn von 200 Millionen Euro und erhöhte das gesamte Portfolio-Vermögen auf 7 Milliarden Euro. Die deutsche Penta Investments GmbH mit Sitz in München machte im Oktober 2017 ihre Auflösung im Handelsregister bekannt.
Im Sommer 2017 hat das tschechische Umweltministerium grünes Licht für den Ausbau des Flughafens Vodochody (IATA-Code VOD) durch den Investor Penta gegeben. Der Flugplatz soll für Billigfluggesellschaften und Privatflieger ausgebaut werden. DPP und Penta Investments planen ein Joint Venture für den Kauf von Grundstücken für den Bau der Prager Metro-Linie D.

## Investitionen
Penta war oder ist an folgenden Unternehmen beteiligt (Auswahl):
- Gehring Technologies (2012 bis 2020)
- H. von Gimborn (2008 bis 2016)
- Aero (seit 2006)
- Żabka Polska (2007–2011)
- Empik
- Slovalco
- Petit Press (seit 2016), Verlag u. a. von SME und The Slovak Spectator
- Privatbanka, Bratislava (seit 2007)
- Prima Banka Slovensko (seit 2011)
- Masaryk Station Investment (gemeinsam mit CD; vgl. Praha Masarykovo nádraží#Zukunft des Bahnhofs)
- Waltrovka (mehrere Immobilienprojekte in Jinonice, benannt nach der Fa. Walter)